# Кузнецов, Иннокентий Васильевич
Иннокентий Васильевич Кузнецов (1914—1996) — советский лётчик-ас истребительной авиации, участник Великой Отечественной войны, Герой Советского Союза (20.03.1991), майор (1944).

## Биография

### Ранние годы и служба в военной авиации
Иннокентий Кузнецов родился 12 декабря 1914 года в селе Дума (ныне — Нукуты Нукутского района Иркутской области). После окончания шести классов школы (1928) и курсов трактористов с 1930 года работал в колхозе «Дружба» в родном селе. В 1934 году переехал в Иркутск, где работал на Иркутском авиазаводе, через год стал мастером. Занимался в аэроклубе..
В сентябре 1938 года был призван на службу в Рабоче-крестьянскую Красную Армию. В 1940 году он окончил Батайскую военную авиационную школу пилотов. Служил в 129-м истребительном авиационном полку 9-й сад ВВС Западного особого военного округа. 
С первого дня Великой Отечественной войны — на её фронтах. В августе 1941 года переведён в 180-й истребительный авиационный полк (22 ноября 1942 года за образцовое выполнение боевых задач и проявленные при этом мужество и героизм переименован в 30-й гвардейский истребительный авиационный полк), в котором воевал до конца войны. В бою 23 сентября 1941 года сбил свой первый вражеский самолёт. В том же году стал командиром звена. К концу 1941 года имел на боевом счету уже 2 личные и 7 групповых побед.
К началу 1943 года он совершил 317 боевых вылетов, принял участие в 31 воздушном бою, сбив 5 вражеских самолётов лично и ещё 13 — в составе группы. За эти заслуги тогда был представлен к званию Героя Советского Союза, однако это представление реализовано не было. А всего к званию Героя в годы войны представлялся трижды, но так его в те годы и не получил.
С июня 1942 года был заместителем командира эскадрильи, а уже в июле стал командиром эскадрильи. С октября 1943 года майор Иннокентий Кузнецов был заместителем командира 30-го гвардейского истребительного авиаполка 273-й истребительной авиадивизии 6-го истребительного авиакорпуса 16-й воздушной армии Центрального фронта. За время войны он два раза совершал воздушные тараны вражеских самолётов, но остался жив. Всего же за время боёв он совершил 356 боевых вылетов, сбив 9 самолётов лично и 7 в группе (по наградным документам сбил 9 вражеских самолётов лично и ещё 15 — в составе группы, а по публикациям в прессе — ещё больше, 15 личных и 12 групповых). 

### После войны
В 1946 году Кузнецов был уволен в запас, после чего жил в Иркутске. Вновь работал на Иркутском авиационном заводе мастером группы сборщиков, затем лётчиком транспортного самолёта заводского авиаотряда. С сентября 1951 года — лётчик-испытатель Лётно-исследовательского института (ЛИИ) в городе Жуковском. Окончил курсы лётчиков-испытателей при ЛИИ. С 1954 года — лётчик-испытатель Иркутского авиазавода. Испытывал серийные Ил-28, Ту-14 и Ан-12. В 1956 году находился в длительной командировке в Египте по обучению пилотов египетских ВВС полётам на реактивном бомбардировщике Ил-28.. 
С 1963 года на пенсии, жил в Ейске, где работал в Ейском управлении водоканала с 29 сентября 1964 года по 10 января 1979 года на должностях слесаря, кочегара, машиниста очистных сооружений. После 1979 года переехал в Геленджик. Ветеранская организация Геленджика добилась восстановления справедливости для Иннокентия Кузнецова, дойдя до министра обороны СССР Д. Язова. Указом Президента СССР № УП-1674 от 20 марта 1991 года за «мужество и героизм, проявленные в борьбе с немецко-фашистскими захватчиками в Великой Отечественной войне 1941—1945 годов» майор Иннокентий Кузнецов был удостоен высокого звания Героя Советского Союза с вручением ордена Ленина и медали «Золотая Звезда».

### Смерть
Иннокентий Васильевич Кузнецов умер 31 июля 1996 года, он похоронен на Новом кладбище Геленджика.

## Награды
- Герой Советского Союза (22.03.1991)
- Орден Ленина (22.03.1991)
- Два ордена Красного Знамени (6.10.1941, 6.07.1944)
- Орден Александра Невского (30.07.1945)
- Орден Отечественной войны 2-й степени (11.03.1985)
- Орден Красной Звезды (30.11.1941)
- Медаль «За оборону Москвы»
- Медаль «За освобождение Варшавы»
- Медаль «За взятие Берлина»
- Ряд медалей СССР
- Орден Британской империи 5-й степени[3].

## Память
- Именем И. В. Кузнецова названа школа в Геленджике[3].
- Мемориальная доска установлена в 2018 году на здании Ейского горводоканала, где он работал.